# Leiro
Leiro és un municipi de la província d'Ourense a Galícia. Pertany a la Comarca do Ribeiro.
| 4.973 | 4.470 | 4.197 | 2.488 | 1.940 |
| Fonts: INE i IGE (Els criteris de registre censal variaren i les dades de l'INE i de l'IGE poden no coincidir.) |       |       |       |       |

## Parròquies
- Berán (San Breixo)
- Bieite (Santo Adrao)
- Gomariz (Santa María)
- Lamas (Santa María)
- Lebosende (San Miguel)
- Leiro (San Pedro)
- Orega (San Xoán)
- San Clodio (Santa María)
- Serantes (San Tomé)

## Personatges de Leiro
- Eladio Rodríguez González, lexicògraf i escriptor (1864-1949)